# Chris Sullivan
Chris Sullivan (Palm Springs, 19 de julho de 1980) é um ator e musicista norte-americano, conhecido por interpretar Toby na série This Is Us (2016).